# BS Fuji
A BS Fuji (BSフジ) a BS Fuji Inc. (株式会社ビーエスフジ) által vezetett japán műholdas televízióadó.

## Története
A BS Fuji Inc. vállalatot 1998. december 15-én alapította a Fuji Television (23,2%), a Kansai Telecasting Corporation (10,0%), a Sankei Shimbun (9,5%), a Tokai Television Broadcasting (5,0%), a Dentsu (5,0%) és a Toho (5,0%) odaibai székhellyel. A BS Fuji televízióadó 2000. december 1-jén, 11:00-kor kezdte meg a műholdas sugárzást. 2006 januárjában az adó története során először tudott nyereséges hónapot felmutatni, végül a 2006-os költségvetési évet is nyereséggel zárták. 2011. április 1-jén a cég a Fuji Media Holdings teljes tulajdonú leányvállalata lett.

### Részvényesek
Forrás:

### 2011. április 1.
| Részvényes          | Százalék |
| ------------------- | -------- |
| Fuji Media Holdings | 100%     |

### 2010. március 31.
| Részvényes                                      | Százalék |
| ----------------------------------------------- | -------- |
| Fuji Media Holdings                             | 44,50%   |
| Kansai Telecasting Corporation                  | 10,00%   |
| Tokai Television Broadcasting                   | 05,00%   |
| Dentsu                                          | 05,00%   |
| Toho                                            | 03,57%   |
| Sony Corporation                                | 03,21%   |
| Mizuho Corporate Bank                           | 02,14%   |
| Nippon Telegraph and Telephone East Corporation | 02,07%   |
| Television Nishinippon Corporation              | 01,43%   |
| Itochu                                          | 01,43%   |
| Sumitomo Corporation                            | 01,43%   |
| Dai Nippon Printing                             | 01,43%   |
| Toshiba                                         | 01,43%   |
| Sojitz                                          | 01,43%   |
| NEC Corporation                                 | 01,43%   |
| Hakuhodo DY Media Partners                      | 01,43%   |
| Panasonic                                       | 01,43%   |
| Mitsubishi Corporation                          | 01,43%   |

### 2003. március 31.
| Tőke            | Összes részvény | Részvényesek száma |
| --------------- | --------------- | ------------------ |
| 25 milliárd jen | 500 000         | 51                 |

| Részvényes                     | Részvények száma | Százalék |
| ------------------------------ | ---------------- | -------- |
| Fuji Television                | 101 500          | 20,3%    |
| Kansai Telecasting Corporation | 050 000          | 10,0%    |
| Sankei Shimbun                 | 025 000          | 05,0%    |
| Tokai Television Broadcasting  | 025 000          | 05,0%    |
| Dentsu                         | 025 000          | 05,0%    |
| Toho                           | 025 000          | 05,0%    |

### 1998. december 15.
| Részvényes                     | Százalék |
| ------------------------------ | -------- |
| Fuji Television                | 23,2%    |
| Kansai Telecasting Corporation | 10,0%    |
| Sankei Shimbun                 | 09,5%    |
| Tokai Television Broadcasting  | 05,0%    |
| Dentsu                         | 05,0%    |
| Toho                           | 05,0%    |